# Тахкуранна (волость)
Тахкуранна (эст. Tahkuranna   ) — бывшая волость в Эстонии в составе уезда Пярнумаа. Последним мэром волости Тахкуранна был Карел Тёльп.

## Положение
Площадь волости — 103,4 км², численность населения на  1 января 2006 года составляла 2010 человек.
Административный центр волости — деревня Уулу. Помимо этого, на территории волости находятся посёлок Выйсте и 7 деревень.
Волость была образована 19 декабря 1991 года и до 1 июня 1995 года называлась волость Уулу.

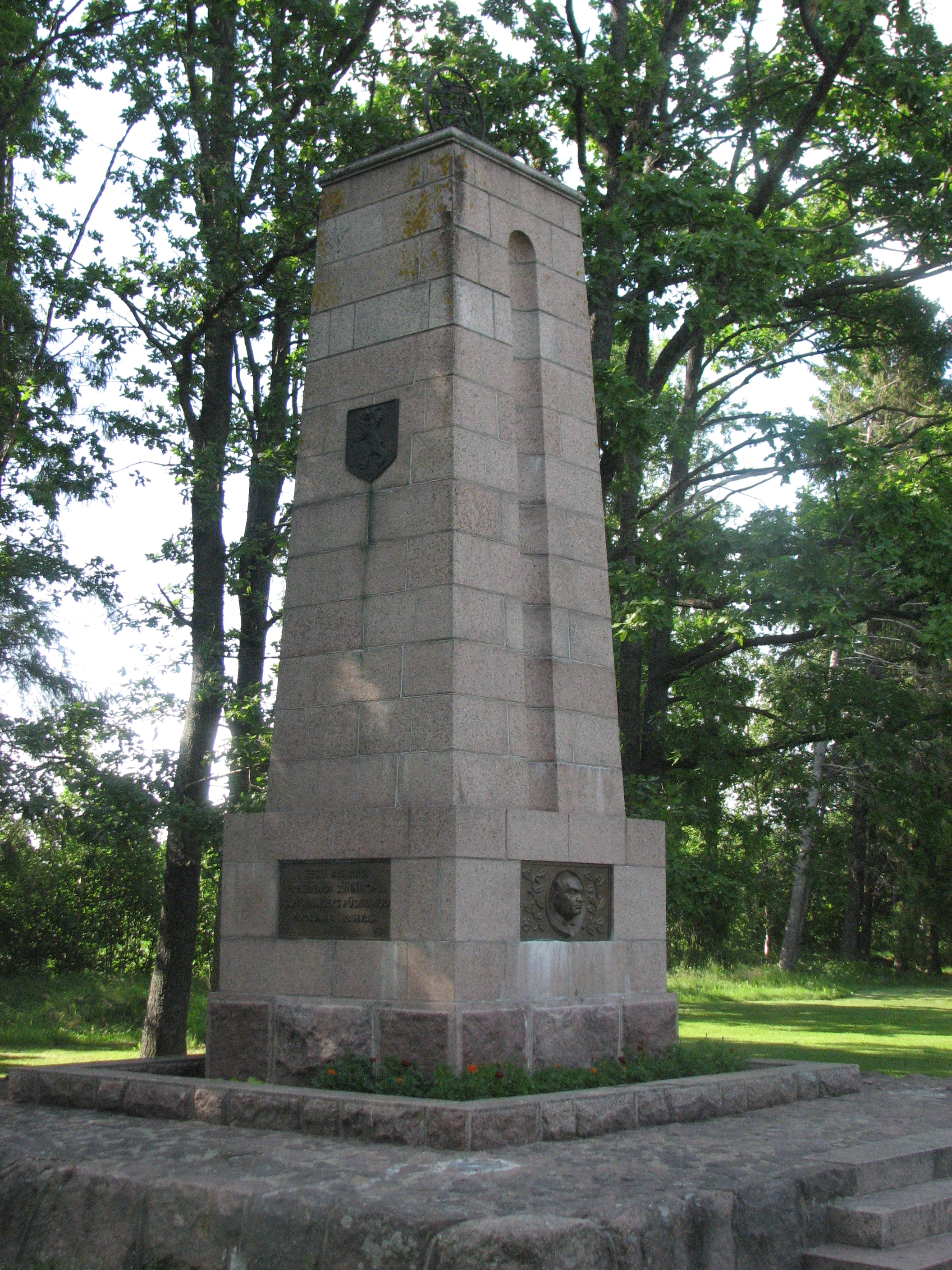
Памятник Константину Пятсу в деревне Тахкуранна.